# 光福院 (三郷市)
光福院（こうふくいん）は、埼玉県三郷市にある真言宗豊山派の寺院。

## 歴史
創建年代は不明である。下総国葛飾郡鰭ヶ崎村（現・千葉県流山市鰭ケ崎）の東福寺の別院として創建された。その後の江戸川の治水工事に伴い、何回も移転し、享保年間（1716年 - 1736年）に現在地に移転した。
かつての当寺の本尊は不動明王であった。しかし1868年（明治元年）の火災で焼失してしまった。以降は、境内の薬師堂にあった薬師如来を本尊とした。三郷市の文化財に指定されているが、秘仏である。三郷市公式サイトの当該ページでしかその全容を窺い知ることはできない。

## 文化財
- 木造薬師如来坐像（三郷市指定文化財 昭和53年2月20日指定）[2]

## 交通アクセス
- 三郷駅より徒歩25分。